# Lungomare de Viareggio
Le Lungomare de Viareggio appelé aussi Viale Regina Margherita  est le nom d'une avenue située en bord de mer, à Viareggio en Toscane.

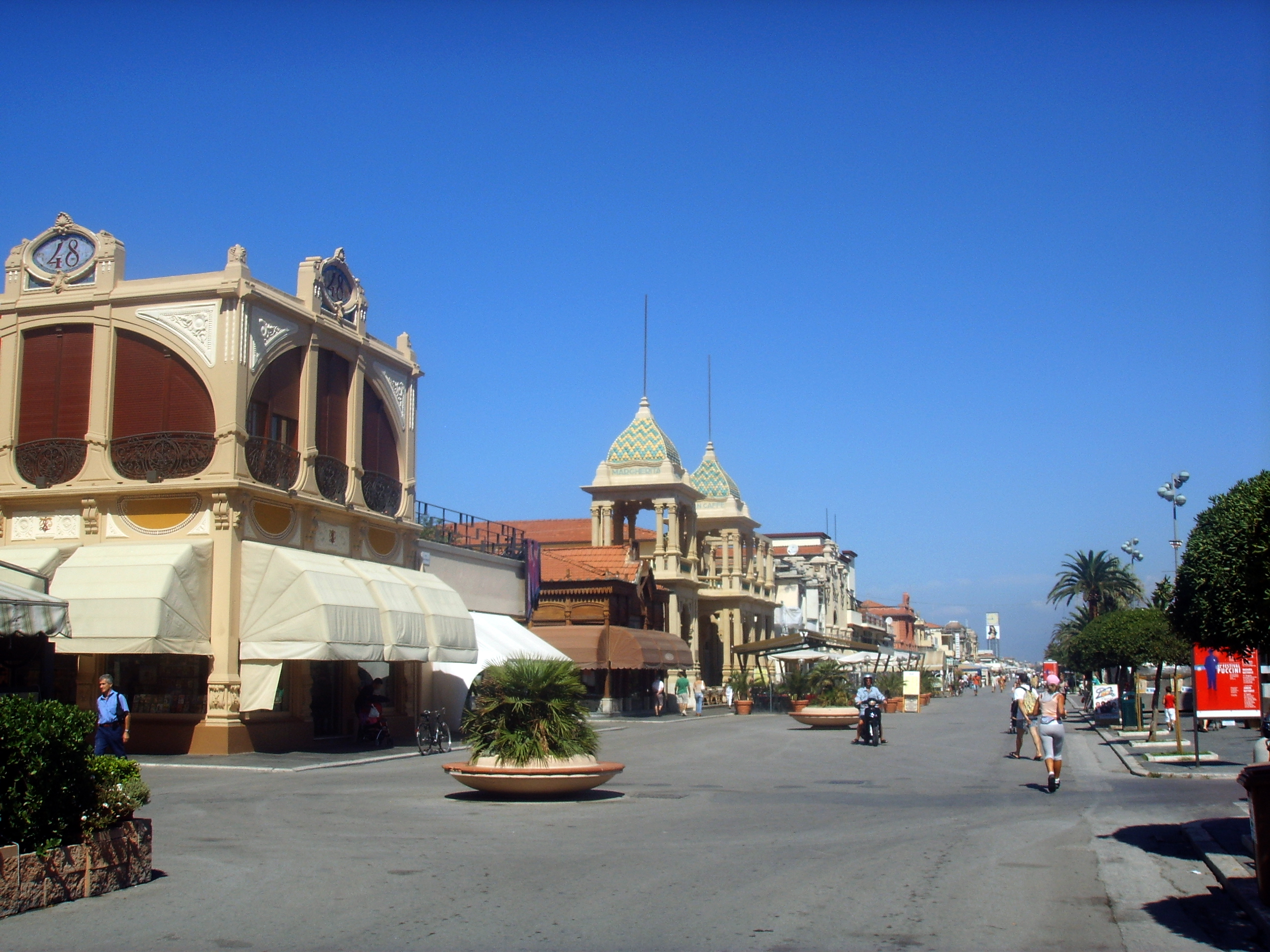
Lungomare de Viareggio dit aussi Viale regina Margherita.

Centre des mondanités au début du XXe siècle, il accueille, entre autres, aujourd'hui, le fameux défilé carnavalesque.
Après l'incendie de 1917, la reconstruction des principaux bâtiments de l'avenue en style Art nouveau est le fruit d'une étroite collaboration entre l'architecte Alfredo Belluomini (it) et le peintre Galileo Chini.

## Édifices d'intérêt architectural
- Cinéma-théâtre Eden
- Magazzini Duilio 48 (it)
- Chalet Martini : témoin unique des pavillons en bois avant l'incendie de 1917, il conserve  encore son ameublement d'origine et son plafond décoré des fresques de Chino Chini (cousin de Galileo).
- Gran Caffè Margherita (it) : fréquenté par Giacomo Puccini et symbole de la ville, il est caractérisé par ses tours aux coupoles orientalisantes.
- Bagno Balena (it) : exemple d'architecture balnéaire de cette époque.

De nombreux hôtels du début du XXe siècle y figurent comme l'Hôtel Plaza, l'Hôtel Liberty, le  Grand Hôtel Royal, le Grand Hôtel Excelsior et la Villa Tina e il Principe di Piemonte.

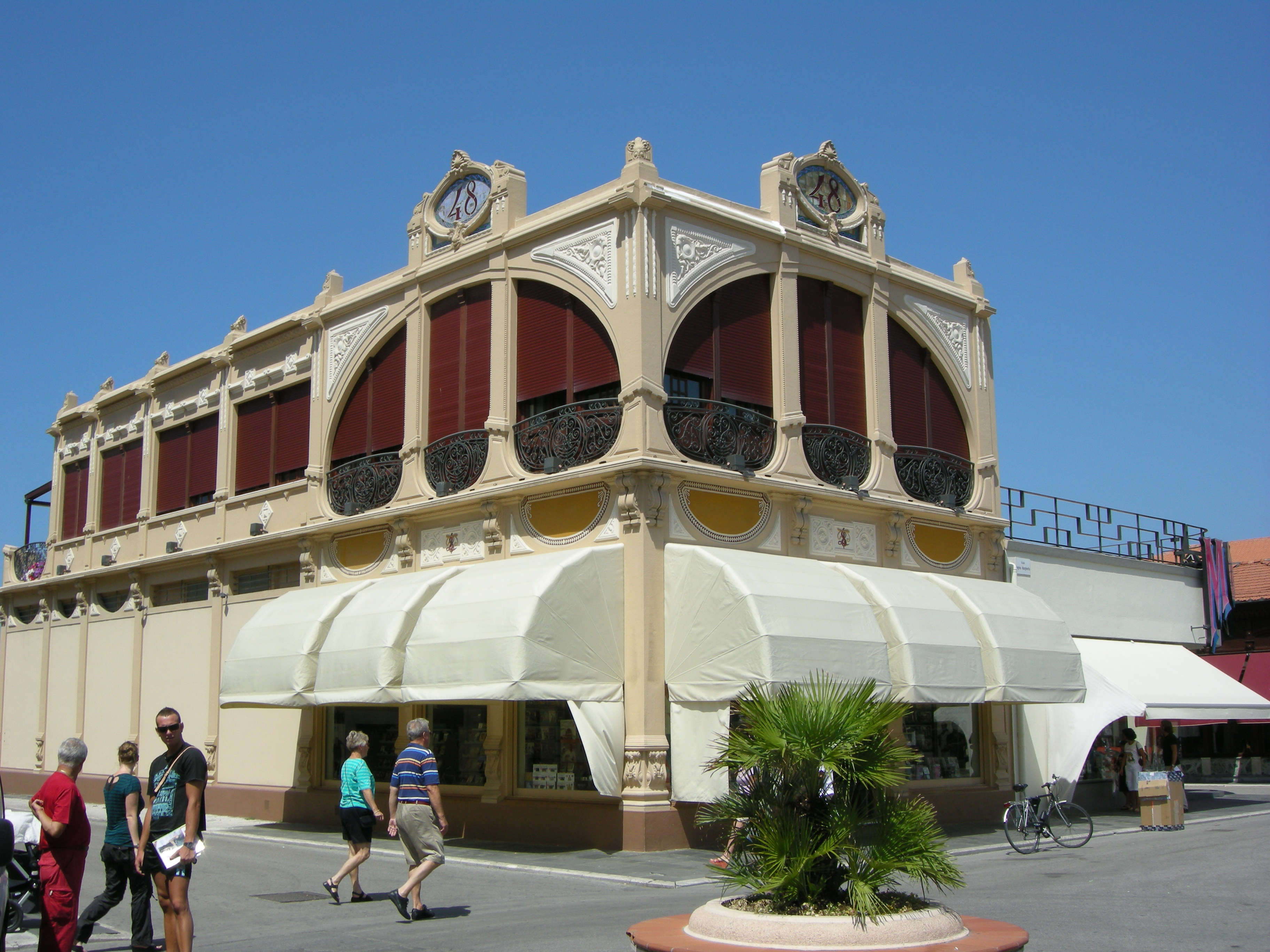
Magazzini Duilio 48.
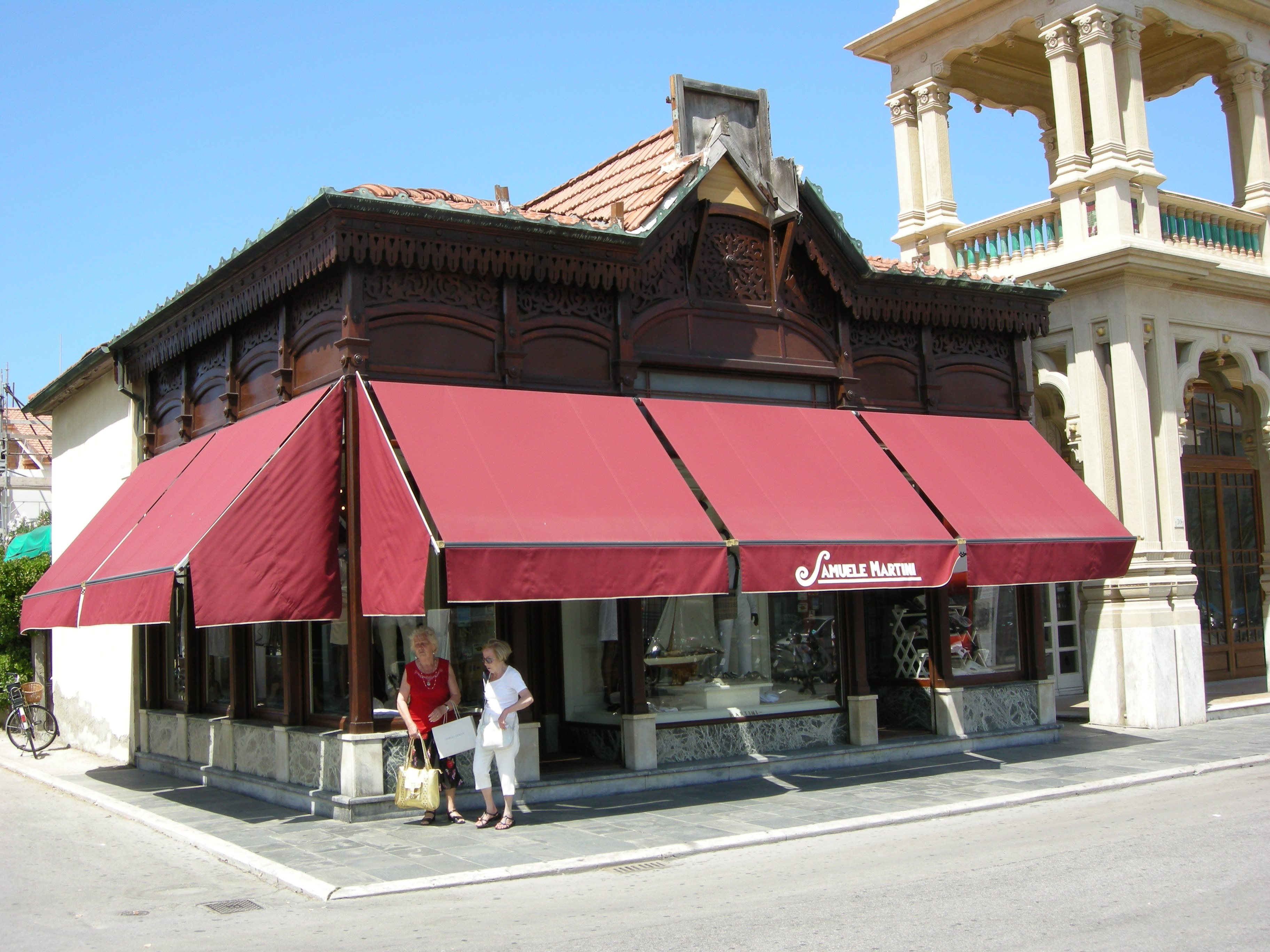
Chalet Martini.
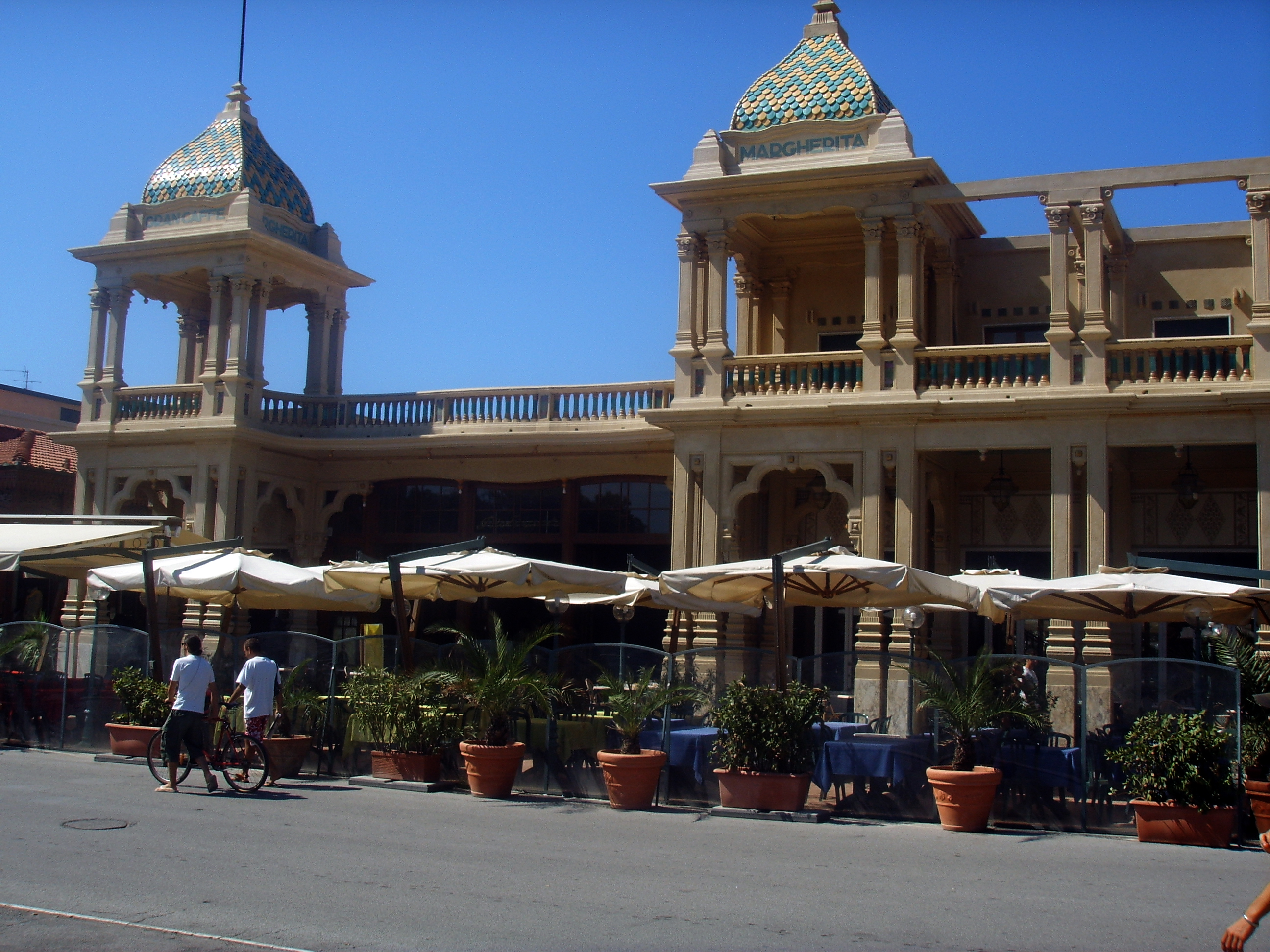
Grand Caffè Marguerita.
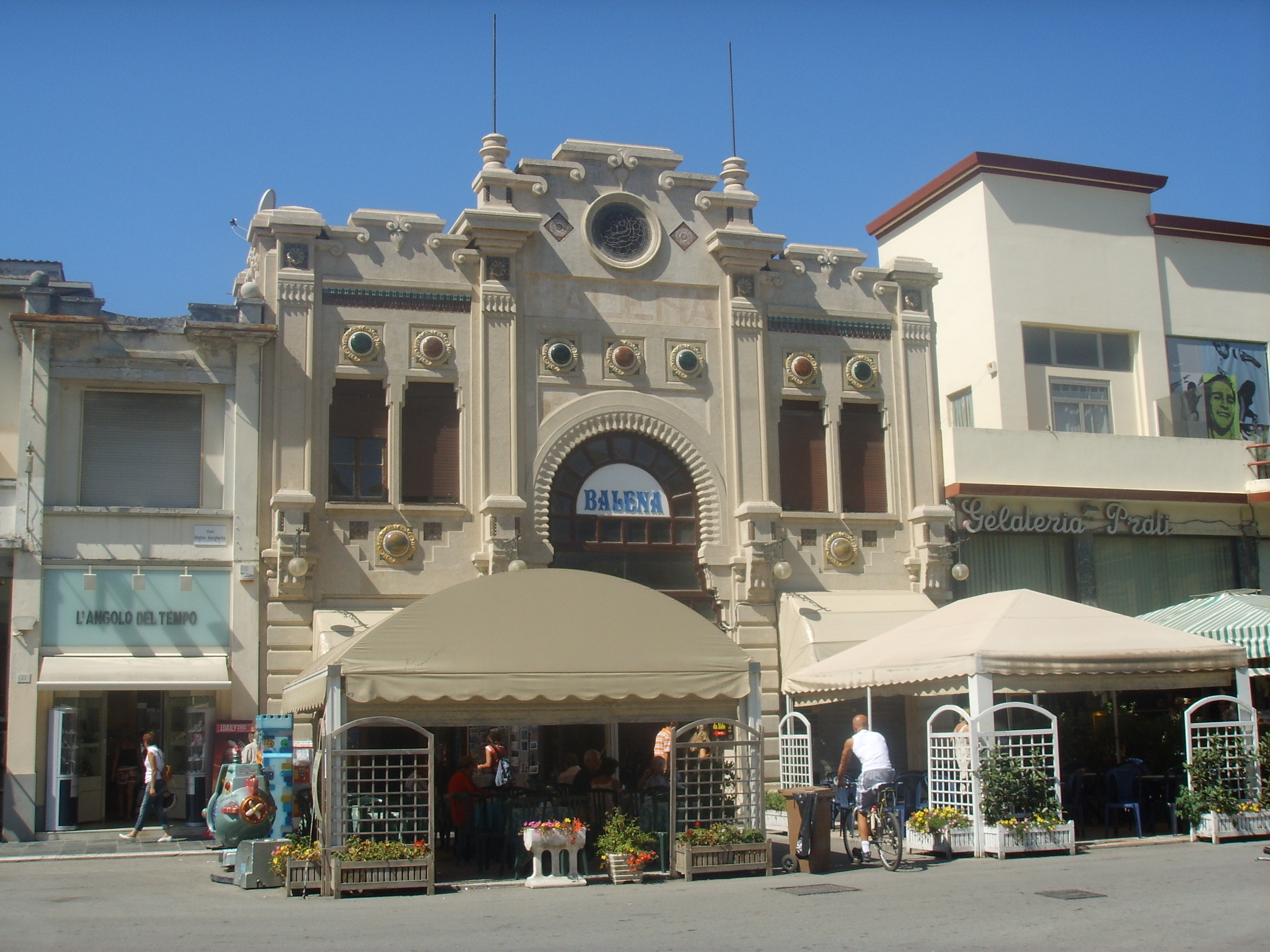
Bagno Balena.

## Sources
- Le charme Liberty de Viareggio.